# Седловина (село)
Седловина (болг. Седловина) — село в Болгарии. Находится в Кырджалийской области, входит в общину Кырджали. Население составляет 285 человек.

## Политическая ситуация
В местном кметстве Седловина, в состав которого входит Седловина, должность кмета (старосты) исполняет Ерхан Сабахтин Сюлейман (Движение за права и свободы (ДПС)) по результатам выборов правления кметства.
Кмет (мэр) общины Кырджали — Хасан Азис (Движение за права и свободы (ДПС)) по результатам выборов в правление общины.